# Robert Bach (préfet)
Ne pas confondre avec le sculpteur russe Robert Bach.
Pour les articles homonymes, voir Bach (homonymie).
Robert André Félix Bach, né le 26 janvier 1889 à Paris et mort le 10 novembre 1976 à Campagne-lès-Hesdin (Pas-de-Calais) est un haut-fonctionnaire français, préfet de la Haute-Loire du 26 juin 1941 au 4 octobre 1943, sous le régime de Vichy.
Ayant juridiction sur le village du Chambon-sur-Lignon, il aurait aidé au sauvetage de réfugiés juifs en alertant ou en faisant alerter le pasteur André Trocmé sur les rafles.

## Biographie
Robert Bach est né le 26 janvier 1889 à Paris. Il est « désigné comme protestant au colloque de 1990 au Chambon-sur-Lignon ; il est pourtant un catholique avéré ».

### Carrière militaire
Robert Bach fait son service militaire du 1er octobre 1910 au 25 septembre 1912, en finissant comme sous-lieutenant. Il devient alors officier de carrière jusqu'au 26 juin 1941. Durant la Première Guerre mondiale, il est nommé lieutenant en 1915, puis capitaine à titre temporaire en 1918 et définitif en 1919.
Il est chef d'escadron en 1931. Il entre au secrétariat général du conseil supérieur de la défense nationale, détaché successivement à ce titre aux ministères des Finances, de la Justice, des Affaires Étrangères et secrétaire du haut comité militaire, de 1933 à 1937. Il agit comme hors cadre, de 1937 à 1940, avec des missions pour les affaires étrangères. Il devient lieutenant-colonel en 1938. Il rentre en France en 1940. Il est chef d'état major à Pau, le 25 juin 1940. Il est commandant militaire des Landes jusqu'au 25 juin 1941. Il devient colonel au tableau en 1941 puis est en congé d'armistice.

### Préfet de la Haute-Loire
Robert Bach est nommé préfet de la Haute-Loire le 26 juin 1941 et le demeure jusqu'au 4 octobre 1943. Il est alors mis en disponibilité à la demande des Allemands « à la suite d'une évasion de détenus de la prison du Puy-en-Velay ».  
Concernant le « noyau protestant du département » du canton de Tence, Bach écrit en 1941 : « les protestants semblent craindre que les mesures prises contre les Juifs le soient incessamment contre eux », et dans un autre rapport, il fait l'éloge des populations protestantes aux confins de la Haute-Loire et de l'Ardèche : « Elles constituent une élite au point de vue intellectuel et moral, mais une élite très attachée aux idées libérales et même internationales, qu'elles considèrent tout à la fois comme un idéal de vie très élevé et comme la meilleure protection de leur liberté religieuse ».

### Le Chambon-sur-Lignon
Pendant trois semaines, la police de Vichy traque les Juifs au Chambon-sur-Lignon pour n'en trouver qu'un,. De fait, à l'été 1942, Robert Bach a prévenu (ou a fait prévenir) les pasteurs Trocmé et Theis des rafles au Chambon, leur donnant 48 heures d'avance pour cacher les réfugiés.
Robert Bach joue un double jeu avec les autorités allemandes et celles de Vichy. « Il a aidé à la mise en place d’un véritable département refuge en ralentissant les arrestations, en favorisant des actions de protection », selon l’historien François Boulet, qui estime en 1992 que « le préfet de la Haute-Loire est un véritable protecteur de la montagne-refuge du Chambon-sur-Lignon »,, parmi bien d'autres acteurs. Cet historien ajoute en 2020 : « Il a aidé à la mise en place d’un véritable département refuge en ralentissant les arrestations, en favorisant des actions de protection ».
Il semble que Robert Bach n'ait pas fait de zèle pour appliquer la législation contre les Juifs. 
Il est caractérisé comme « partisan de la ligne politique du pouvoir de Vichy mais en aucun cas collaborateur ».

## Après-guerre
Après la Libération, sa nomination de préfet est annulée le 2 juin 1945. Il est radié des cadres. Il est acquitté par la cour d'appel de Riom le 27 mars 1946.
D'après des recherches en archives, il apparait « qu’en général le préfet Robert Bach et les gendarmes ont fait preuve d’une relative bienveillance ».
Après la guerre, André Trocmé parle favorablement de Robert Bach. Il meurt le 10 novembre 1976 à Campagne-lès-Hesdin (Pas-de-Calais). 